# Гарудимим
Гарудимим (лат. Garudimimus) — род тероподных динозавров из группы орнитомимозавров, живших во времена позднемеловой эпохи на территории современной Монголии. Единственным видом является Garudimimus brevipes.

## История открытия и название

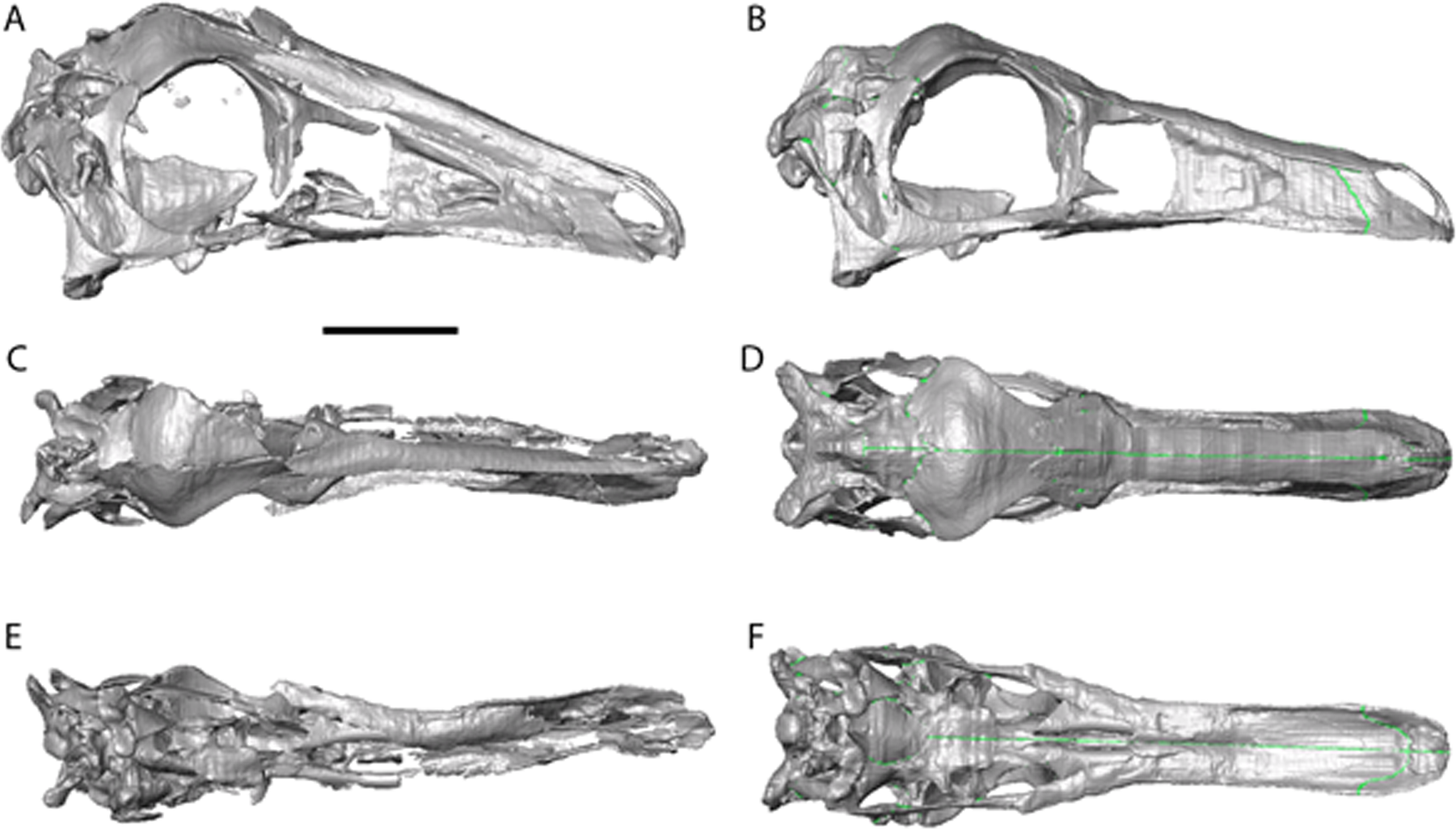
Пре- и постреконструкция черепа

В 1981 году, в результате Советско-монгольской палеонтологической экспедиции в пустыню Гоби, в местечке Байшин-Цав, провинция Умнеговь, был обнаружен скелет теропода. В том же году найденный экземпляр назвал и описал монгольский палеонтолог Ринченгийн Барсболд как вид Garudimimus brevipes. Родовое название содержит отсылку к Гаруде — царю птиц из буддистской мифологии с добавлением лат. mimus — «имитатор». Видовое название brevipes переводится с латинского как «коротконогий»; здесь содержится отсылка на короткую плюсну животного.
Образец голотипа ПСТ ГИН АН МНР 100/13 обнаружили в баинширэинской свите, стратификация которой не изучена; её возможный возраст варьируется от сеномана до кампана. Образец состоит из довольно полного сочленённого скелета, включающего череп, но без плечевого пояса. Сегодня образец рассматривают как единственную окаменелость, соотнесённую с гарудимимом, хотя Филип Карри утверждал, что часть материала Archaeornithomimus принадлежит гарудимиму. Образец впервые детально описал Йошицугу Кобаяши в 2004 и 2005 годах.

## Описание

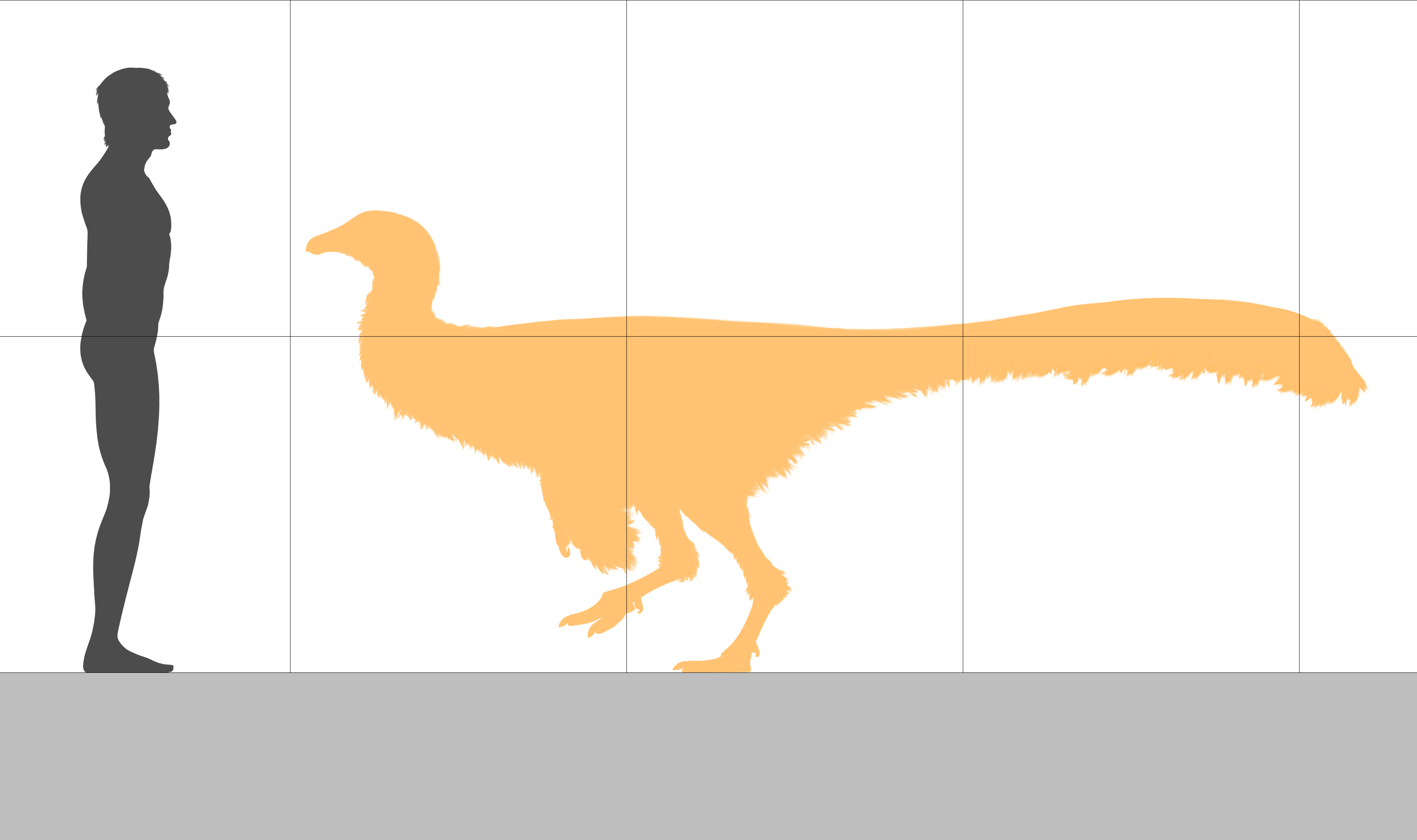
Гарудимим (голотип MPC-D 100/13, неполовозрелая особь) в сравнении со среднестатистическим взрослым человеком

Гарудимим был среднеразмерным динозавром. В 2010 году американский палеонтолог Грегори С. Пол оценил его длину в 2,5 м, а массу — в 30 кг. Длина бедра животного составляет 371 мм.
Гарудимим был ранним орнитомимозавром и потому не был адаптирован к скорости, как более продвинутые орнитомимиды. У него были относительно короткие ноги, тяжёлые ступни и короткие подвздошные кости, что указывает на то, что мускулатура ног этого динозавра не была развита так же хорошо, как у большинства его родственников. Ступня несла четыре пальца и рудименты первого, в то время, как прочие орнитомимиды опирались на три пальца, а первый и пятый пальцы утратили. Беззубый череп имел очень прямые челюсти, которые оканчивались более округлым кончиком, чем у других представителей группы, и большие глаза.

Гарудимим в сравнении с другими описанными из баянширэхской свиты динозаврами

Ранее считалось, что этот примитивный орнитомимозавр обладал роговым выступом на слёзной кости в верхней части черепа, перед глазницей. Однако, недавние исследования показали, что этот «рог» был просто смещённым остроконечным задним концом носовой кости. Ещё одним ошибочным утверждением, высказанным Томасом Хольцем, было, что нога гарудимима была неправильно восстановлена и на самом деле являлась арктометатарзальной, что указывает на якобы тесную связь орнитомимозавров с тираннозавроидами, у которых наблюдается та же особенность. Кобаяши пришёл к выводу, что исходное описание Барсболда по этому вопросу было правильным.

## Систематика
В 1981 году Барсболд отнёс гарудимима к собственному семейству Garudimimidae. Современные кладистические анализы восстанавливают либо основное положение в Ornithomimosauria, близкое к Ornithomimidae, либо базальное положение в самом семействе Ornithomimidae. В 2014 году гарудимим был обнаружен в качестве сестринского таксона дейнохейруса. Авторы описания, команда палеонтологов под руководством Йонг-Нам Ли, отнесла гарудимима к семейству Deinocheiridae, тем самым синонимизировав Deinocheiridae и Garudimimidae. Упрощённая кладограмма ниже показывает взаимосвязи гарудимима внутри этой группы.

|  | Beishanlong                                                  |
|  |                                                              |
|  | \| \| Garudimimus \| \| \| \| \| \| Deinocheirus \| \| \| \| |
|  |                                                              |
|  | Garudimimus                                                  |
|  |                                                              |
|  | Deinocheirus                                                 |
|  |                                                              |

|  | Garudimimus  |
|  |              |
|  | Deinocheirus |
|  |              |